# Ronde van Italië 1928
| Eindklassement      |                     |              |
| Algemeen klassement | Alfredo Binda       | 114h 15' 19" |
| Tweede              | Giuseppe Pancera    | + 18' 13"    |
| Derde               | Bartolomeo Aymo     | + 27' 25"    |
| Vierde              | Victor Fontan       | + 31' 30"    |
| Vijfde              | Egidio Picchiottino | + 36' 23"    |
| Zesde               | Aristide Cavallini  | + 40' 34"    |
| Zevende             | Amulio Viarengo     | + 52' 19"    |
| Achtste             | Albino Binda        | + 54' 53"    |
| Negende             | Giovanni Brunero    | + 1h 13' 00" |
| Tiende              | Pietro Chesi        | + 1h 14' 07" |
| (Bel)               | ... ()              | + ..' .."    |
| Rode Lantaarn       | ... (126e)          | + .h ..' .." |
| Ploegenklassement   | Legnano             | ...h ..' .." |
| Tweede              | ...                 | -            |
| Derde               | ...                 | -            |

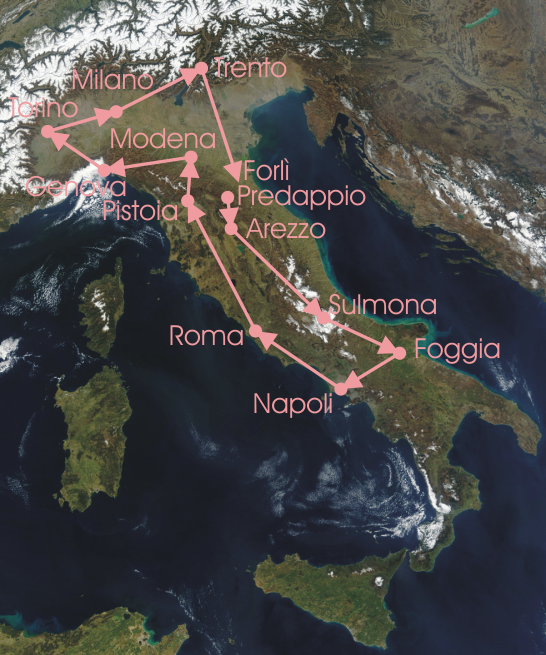
Ronde van Italië 1928

In 1928 ging de 16e Giro d'Italia op 12 mei van start in Milaan en eindigde op 3 juni in Milaan. Er stonden 298 renners verdeeld over .. ploegen aan de start. Deze ronde werd gewonnen door de Italiaan Alfredo Binda.

Aantal ritten: 12

Totale afstand: 3044,6 km

Gemiddelde snelheid: 26,75 km/h

Aantal deelnemers: 298, waarvan er 126 de eindstreep haalden.

## Belgische en Nederlandse prestaties
In totaal namen er .. Belgen en geen Nederlanders deel aan de Giro van 1928.

### Belgische etappezeges
- In 1928 was er geen Belgische etappezege.

### Nederlandse etappezeges
- In 1928 was er geen Nederlandse etappezege.

## Etappe uitslagen
| Datum  | Etappe    | Parcours           | Afstand | Eerste                    | Tweede                    | Derde                     | Klassementsleider         |
| ------ | --------- | ------------------ | ------- | ------------------------- | ------------------------- | ------------------------- | ------------------------- |
| 12 mei | etappe 1  | Milaan - Trente    | 233 km  | Domenico Piemontesi (Ita) | Alfredo Binda (Ita)       | Bartolomeo Aymo (Ita)     | Domenico Piemontesi (Ita) |
| 14 mei | etappe 2  | Trente - Forlì     | 312 km  | Alfredo Binda (Ita)       | Domenico Piemontesi (Ita) | Pietro Linari (Ita)       | Domenico Piemontesi (Ita) |
| 16 mei | etappe 3  | Predappio - Arezzo | 148 km  | Alfredo Binda (Ita)       | Domenico Piemontesi (Ita) | Alfonso Piccin (Ita)      | Domenico Piemontesi (Ita) |
| 18 mei | etappe 4  | Arezzo - Sulmona   | 327 km  | Alfredo Binda (Ita)       | Giuseppe Pancera (Ita)    | Pietro Chiesi (Ita)       | Alfredo Binda (Ita)       |
| 20 mei | etappe 5  | Sulmona - Foggia   | 254 km  | Alfredo Binda (Ita)       | Domenico Piemontesi (Ita) | Aristide Cavallini (Ita)  | Alfredo Binda (Ita)       |
| 22 mei | etappe 6  | Foggia - Napels    | 248 km  | Domenico Piemontesi (Ita) | Alfredo Binda (Ita)       | Federico Gay (Ita)        | Alfredo Binda (Ita)       |
| 24 mei | etappe 7  | Napels - Rome      | 275 km  | Domenico Piemontesi (Ita) | Alfredo Dinale (Ita)      | Alfonso Piccin (Ita)      | Alfredo Binda (Ita)       |
| 26 mei | etappe 8  | Rome - Pistoia     | 323 km  | Albino Binda (Ita)        | Alfredo Binda (Ita)       | Giuseppe Pancera (Ita)    | Alfredo Binda (Ita)       |
| 28 mei | etappe 9  | Pistoia - Modena   | 206 km  | Domenico Piemontesi (Ita) | Alfredo Binda (Ita)       | Giuseppe Pancera (Ita)    | Alfredo Binda (Ita)       |
| 30 mei | etappe 10 | Modena - Genua     | 270 km  | Alfredo Binda (Ita)       | Domenico Piemontesi (Ita) | Arturo Bresciani (Ita)    | Alfredo Binda (Ita)       |
| 1 juni | etappe 11 | Genua - Turijn     | 295 km  | Alfredo Binda (Ita)       | Domenico Piemontesi (Ita) | Battista Visconti (Ita)   | Alfredo Binda (Ita)       |
| 3 juni | etappe 12 | Turijn - Milaan    | 251 km  | Domenico Piemontesi (Ita) | Alfredo Dinale (Ita)      | Giovanni Pizzarelli (Ita) | Alfredo Binda (Ita)       |

 winnaars · 
roze trui · 
  puntenklassement · 
  bergklassement · 
 jongerenklassement · 
 intergiro · 
 ploegenklassement · 
 strijdlust · 
 zwarte trui
Giro d'Italia Next Gen · Giro Donne · Cima Coppi
 Belgische rozetruidragers · etappewinnaars
 Nederlandse rozetruidragers · etappewinnaars
Mannen:
1909 · 
1910 · 
1911 · 
1912 · 
1913 · 
1914 · 
1919 · 
1920 · 
1921 · 
1922 · 
1923 · 
1924 · 
1925 · 
1926 · 
1927 · 
1928 · 
1929 · 
1930 · 
1931 · 
1932 · 
1933 · 
1934 · 
1935 · 
1936 · 
1937 · 
1938 · 
1939 · 
1940 · 
1946 · 
1947 · 
1948 · 
1949 · 
1950 · 
1951 · 
1952 · 
1953 · 
1954 · 
1955 · 
1956 · 
1957 · 
1958 · 
1959 · 
1960 · 
1961 · 
1962 · 
1963 · 
1964 · 
1965 · 
1966 · 
1967 · 
1968 · 
1969 · 
1970 · 
1971 · 
1972 · 
1973 · 
1974 · 
1975 · 
1976 · 
1977 · 
1978 · 
1979 · 
1980 · 
1981 · 
1982 · 
1983 · 
1984 · 
1985 · 
1986 · 
1987 · 
1988 · 
1989 · 
1990 · 
1991 · 
1992 · 
1993 · 
1994 · 
1995 · 
1996 · 
1997 · 
1998 · 
1999 · 
2000 · 
2001 · 
2002 · 
2003 · 
2004 · 
2005 · 
2006 · 
2007 · 
2008 · 
2009 · 
2010 · 
2011 · 
2012 · 
2013 · 
2014 · 
2015 · 
2016 · 
2017 · 
2018 · 
2019 · 
2020 · 
2021 · 
2022 · 
2023 · 
2024 · 
2025
Vrouwen:
1988 · 
1989 · 
1990 · 
1991 ·
1992 ·
1993 · 
1994 · 
1995 · 
1996 · 
1997 · 
1998 · 
1999 · 
2000 · 
2001 · 
2002 · 
2003 · 
2004 · 
2005 · 
2006 · 
2007 · 
2008 · 
2009 · 
2010 · 
2011 · 
2012 ·
2013 · 
2014 ·
2015 ·
2016 ·
2017 ·
2018 ·
2019 ·
2020 ·
2021 ·
2022 ·
2023 ·
2024 ·
2025